# Heptaptera anatolica
Heptaptera anatolica är en flockblommig växtart som först beskrevs av Pierre Edmond Boissier, och fick sitt nu gällande namn av Thomas Gaskell Tutin. Heptaptera anatolica ingår i släktet Heptaptera och familjen flockblommiga växter. Inga underarter finns listade i Catalogue of Life.